# Косинский, Владимир Андреевич
Владимир Андреевич Косинский (13 августа 1864, с. Дорошовка, Глуховский уезд, Черниговская губерния; по другим данным, хутор Янкив того же уезда — 5 ноября 1938, Рига) — украинский и российский экономист и статистик, профессор, академик УАН, министр труда Украинской державы.

## Биография
Родился в состоятельной дворянской семье.
Среднее образование получил в Новгород-Северской гимназии, которую окончил в 1883. В 1887 окончил физико-математический факультет Московского университета, одновременно сдал экстерном экзамены за полный курс юридических наук. Работал учителем математики в гимназиях.
В 1892—1894 года — профессорский стипендиат кафедры политической экономии и статистики Московского университета. Работал под руководством А. И. Чупрова.
В 1896—1897 гг. был в научной командировке за рубежом (Германия, Австрия).
С 1900 года — приват-доцент кафедры политической экономии и статистики Московского университета.
В 1901 году, защитив диссертацию, был избран на должность адъюнкт-профессора Рижского политехнического института.
Выдающийся специалист в области политэкономии, финансов и экономики сельского хозяйства. Рассматривал вопрос о новой роли науки и ее организации, подчеркивая необходимость тесной связи высшей технической школы и промышленности. Ему принадлежит идея организовать институт земских инженеров.
В 1904—1909 гг. занимал профессорскую должность в Новороссийском университете в Одессе.
В 1907 году защитил докторскую диссертацию.
В 1909 году стал ординарным профессором кафедры политической экономии при сельскохозяйственном отделении Киевского политехнического института. Одновременно преподавало на кафедре прикладной экономики Киевского коммерческого института.
В 1913—1914 гг. выезжал в научные командировки в Германии, Австрии и Швейцарии.
Революционные события застали его в Киеве. Член Украинской Центральной Рады от партии кадетов. Вскоре как выдающийся ученый и активный член партии кадетов был приглашён работать над законопроектом об учреждении Украинской академии наук. Его назначили академиком, но в соответствии с уставом УАН прав штатного академика он не получил, потому что вошёл в состав правительства Украинской державы (сначала как товарищ (заместитель) министра труда, впоследствии как министр).
С политико-экономических позиций разрабатывал теорию аграрного вопроса, тенденции в мобилизации земельной собственности. Выдвинул концепцию «раскапитализации» крупной земельной собственности и перехода земли в руки трудовых семейных хозяйств. В 1918 г. — товарищ министра труда в правительстве гетмана Скоропадского.
После прихода Директории Косинского объявили вне закона, и он вынужден был скрываться. В январе 1919 ректор Киевского политехнического института обращался к Верховной следственной комиссии Директории с просьбой вернуть опальному профессору права гражданства и работу, однако ходатайство осталось без ответа. Приход в феврале в Киев частей Красной армии тоже ничего не изменил. Лишь 7 мая 1919 (по другим данным — июнь 1919) после ходатайств А. Е. Крымского и В. И. Вернадского перед председателем СНК УССР Х. Г. Раковским профессору Косинскому вернули гражданские права — официальное разрешение вернуться к работе в УАН и Киевском политехническом институте. Весной 1921 общее собрание УАН приняло решение бесплатно отправить внештатного академика Косинского в Каменец-Подольский для чтения лекций и экономических исследований в институте народного образования.
С 1921 года в эмиграции, жил в Варшаве, был председателем Русской академической группы в Польше. Продолжил исследования аграрного вопроса в России, был одним из родоначальников теории семейно-трудового крестьянского хозяйства. В 1922 году был избран профессором Русского народного университета и Русского юридического факультета в Праге. Также читал лекции в Высшем коммерческом институте и Русском институте сельскохозяйственной кооперации в Праге и Украинской хозяйственной академии в Подебрадах. В 1928 году исключен из состава ВУАН. С 1928 года — профессор кафедры политической экономии Латвийского университета. Одновременно с 1931 года преподавал в Русском институте университетских знаний в Риге.
Умер 5 ноября 1938 года. Похоронен на Покровском кладбище в Риге.

## Основные труды
- Учреждения для мелкого кредита в Германии: Их история в связи с некоторыми сторонами экономической жизни этой страны (1901)
- Точное знание и обществоведение (1903)
- К вопросу о мерах по развитию производственных сил России (1904)
- К аграрному вопросу, вып. 1: Крестьянское и помещичье хозяйство (1907)
- К аграрному вопросу, вып. 2: Земельный задолженность и мобилизация земельной собственности (1914)
- Основные тенденции в мобилизации земельной собственности и их социально-экономические факторы, ч. 1: Земельная задолженность (1917)
- Основные тенденции в мобилизации земельной собственности и их социально-экономические факторы, ч. 2: Мобилизация земельной собственности (1918)